# Axel Bokeloh
Axel Bokeloh es un deportista alemán que compitió para la RFA en ciclismo en la modalidad de pista. Ganó una medalla de plata en el Campeonato Mundial de Ciclismo en Pista de 1982, en la prueba de persecución por equipos.

## Medallero internacional
| Campeonato Mundial | Campeonato Mundial      | Campeonato Mundial | Campeonato Mundial          |
| Año                | Lugar                   | Medalla            | Competición                 |
| ------------------ | ----------------------- | ------------------ | --------------------------- |
| 1982               | Leicester (Reino Unido) | Medalla de plata   | Persecución por equipos (A) |